# Бузівська сільська рада (Жашківський район)
Бу́зівська сільська́ ра́да — адміністративно-територіальна одиниця та орган місцевого самоврядування в Жашківському районі Черкаської області. Адміністративний центр — село Бузівка.

## Загальні відомості
- Населення ради: 2 084 особи (станом на 2001 рік)

## Населені пункти
Сільській раді були підпорядковані населені пункти:
- с. Бузівка

## Склад ради
Рада складалася з 18 депутатів та голови.
- Голова ради: Завертаний Іван Петрович
- Секретар ради: Бродацька Олена Дмитрівна

### Керівний склад попередніх скликань
| Прізвище, ім'я, по батькові | Основні відомості                                                                                  | Дата обрання | Дата звільнення |
| --------------------------- | -------------------------------------------------------------------------------------------------- | ------------ | --------------- |
| Дзьома Катерина Петрівна    | Сільський голова, 1953 року народження, позапартійна                                               | 26.03.2006   | 31.10.2010      |
| Майструк Світлана Василівна | Сільський голова, 1962 року народження, освіта вища, член Всеукраїнського об'єднання «Батьківщина» | 31.10.2010   | 16.12.2012      |
| Завертаний Іван Петрович    | Сільський голова, 1966 року народження, освіта вища, член Партії регіонів                          | 16.12.2012   |                 |

Примітка: таблиця складена за даними сайту Верховної Ради України

### Депутати
За результатами місцевих виборів 2010 року депутатами ради стали:

#### За суб'єктами висування
| Суб'єкт висування                                       | Кількість обраних депутатів | %    |
| ------------------------------------------------------- | --------------------------- | ---- |
| Самовисування                                           | 16                          | 88,9 |
| Партія регіонів                                         | 1                           | 5,6  |
| Політична партія Всеукраїнське об'єднання «Батьківщина» | 1                           | 5,6  |

#### За округами
| № округу                                                | Прізвище, ім'я, по батькові    | Дата визнання обраним | Освіта             | Партійна приналежність                        | Відомості про обраного депутата                                |
| ------------------------------------------------------- | ------------------------------ | --------------------- | ------------------ | --------------------------------------------- | -------------------------------------------------------------- |
| Партія регіонів                                         |                                |                       |                    |                                               |                                                                |
| 13                                                      | Шевчук Леонід Тимофійович      | 03.11.2010            | середня спеціальна | член Партії регіонів                          | Рибгосп «Гірський Тікич», бригадир-рибовод                     |
| Політична партія Всеукраїнське об'єднання «Батьківщина» |                                |                       |                    |                                               |                                                                |
| 10                                                      | Приймак Леонід Іванович        | 03.11.2010            | середня спеціальна | член Всеукраїнського об'єднання «Батьківщина» | САТП-2306, механік                                             |
| Самовисування                                           |                                |                       |                    |                                               |                                                                |
| 1                                                       | Ковальчук Сніжана Петрівна     | 03.11.2010            | середня спеціальна | позапартійна                                  | Бузівська амбулаторія, медсестра                               |
| 2                                                       | Лавренюк Любов Михайлівна      | 03.11.2010            | середня спеціальна | позапартійна                                  | Бузівський дитячий садок, помічник вихователя                  |
| 3                                                       | Мазуренко Ольга Павлівна       | 03.11.2010            | вища               | позапартійна                                  | Бузівська загальноосвітня школа І-ІІІ ст., заступник директора |
| 4                                                       | Бевз Валентина Василівна       | 03.11.2010            | вища               | позапартійна                                  | Рибгосп «Гірський Тікич», головний бухгалтер                   |
| 5                                                       | Мельничук Валентина Михайлівна | 03.11.2010            | вища               | позапартійна                                  | Бузівський дитячий садок, завідувачка                          |
| 6                                                       | Лозова Тетяна Олександрівна    | 03.11.2010            | вища               | позапартійна                                  | Бузівська загальноосвітня школа І-ІІІ ст., вчитель             |
| 7                                                       | Килимник Ніна Іванівна         | 03.11.2010            | середня спеціальна | позапартійна                                  | Бузівська сільська рада, головний бухгалтер                    |
| 8                                                       | Куба Алла Володимирівна        | 03.11.2010            | вища               | позапартійна                                  | Бузівська загальноосвітня школа І-ІІІ ст., вчитель             |
| 9                                                       | Подзерей Раїса Григорівна      | 03.11.2010            | вища               | позапартійна                                  | Бузівська загальноосвітня школа І-ІІІ ст., вчитель             |
| 11                                                      | Олійник Анатолій Миколайович   | 03.11.2010            | середня спеціальна | позапартійний                                 | Рибгосп «Гірський Тікич», бригадир — рибовод                   |
| 12                                                      | Ільчук Петро Антонович         | 03.11.2010            | середня спеціальна | позапартійний                                 | Бузівський будинок культури, директор                          |
| 14                                                      | Черніченко Ліна Павлівна       | 03.11.2010            | вища               | позапартійна                                  | Конельська загальноосвітня школа І-ІІІ ст., вчитель            |
| 15                                                      | Ващук Галина Дмитрівна         | 03.11.2010            | середня спеціальна | позапартійна                                  | Бузівська сільська рада, бухгалтер                             |
| 16                                                      | Марчук Анатолій Петрович       | 03.11.2010            | вища               | позапартійний                                 | ТОВ «Агро сервіс», директор                                    |
| 17                                                      | Бродацька Олена Дмитрівна      | 03.11.2010            | вища               | позапартійна                                  | Бузівська сільська рада, секретар                              |
| 18                                                      | Завертана Галина Віталіївна    | 03.11.2010            | середня спеціальна | позапартійна                                  | Бузівська сільська рада, землевпорядник                        |